# Мариани, Габриэлла
Габриэ́лла Мариа́ни (настоящее имя Габриэ́лла Марья́новна Ткач; род. 24 октября 1970, Бельцы, Молдавская ССР, СССР) — российская актриса театра и кино.

## Биография
В 1992 году окончила Школу-студию МХАТ.
Играла на сцене Театра-студии Рубена Симонова (Москва).
В кино дебютировала в 1992 году, в фильме «Казино». Режиссёр фильма Самсон Самсонов предложил актрисе взять новую сценическую фамилию — Мариани, от её отчества Марьяновна.

## Личная жизнь
В 1999 году Габриэлла вышла замуж за кинопродюсера Андрея Семёнова. 13 августа 2002 года у них с супругом родился сын Александр.

## Фильмография
- 1990 — Живая мишень — медсестра
- 1992 — Казино — Лана Эванс
- 1992 — Бабник 2 — Вика
- 1993 — Заложники «Дьявола» — проститутка
- 1995 — Крысиные похороны — женщина-крыса (в титрах — под фамилией Ткач)
- 1997 — Графиня де Монсоро — Диана де Монсоро
- 1999 — Белый танец — актриса
- 2000 — Новый год в ноябре
- 2001 — Александр Македонский — Алёна Знанская
- 2002 — Королева красоты, или Очень трудное детство — мама Тани
- 2003 — Ундина — Елизавета Гладьева
- 2004 — Ундина 2: На гребне волны — Елизавета Гладьева
- 2006 — Псевдоним «Албанец» — Мария Санчес
- 2006 — Танго втроём — Ольга Суркова
- 2006 — Трое сверху — подруга Кости
- 2007 — Антидурь
- 2008 — Псевдоним «Албанец» 2 — Мария Александровна Албанцева
- 2009 — Хозяйка тайги — Галина
- 2009 — Огонь любви — Ангелина
- 2010 — Обручальное кольцо — Кира Геннадьевна
- 2010 — Братаны 2 — вдова Грушина
- 2010 — Круиз — Анна Миронова
- 2010 — Псевдоним «Албанец» 3 — Мария Александровна Албанцева
- 2013 — Хозяйка большого города — Эльвира Георгиевна Москвина
- 2014 — Поиски улик — Элла Сергеевна